# Khanikholla
Khanikholla (en népalais : खानीखोला) est un comité de développement villageois du Népal situé dans le district de Surkhet. Au recensement de 2011, il comptait 3 237 habitants.